# Asclepíades Bitini
Asclepíades Bitini (en llatí Asclepiades, en grec antic Ἀσκληπιάδης) va ser un metge de Bitínia que va obtenir una gran popularitat a Roma al començament del segle i aC, fama que va mantenir durant la seva vida i encara va transmetre als seus successors. Crisilp de Bitínia va ser un dels seus seguidors. Plini el Vell diu que va arribar a edat avançada sense posar-se malalt i que finalment va morir d'accident.
Es diu que primer va anar a Roma com a mestre de retòrica i no va tenir èxit i llavors es va dedicar a la medicina. Del que se'n sap de la seva història i de la seva pràctica mèdica, es dedueix que era un home de gran talent natural, que coneixia la naturalesa humana, o més aviat la debilitat humana, i que era molt bon observador, però que coneixia poc la medicina. Va començar, segons fan els que coneixen la seva pròpia ignorància, observant la pràctica dels seus predecessors, i afirmava haver trobat un mètode eficaç per tractar les malalties. Com que desconeixia l'anatomia i la patologia, rebutjava els procediments dels que investigaven l'estructura del cos humà i miraven les causes dels mals, i es diu que va atacar particularment els escrits d'Hipòcrates. Va saber abstenir-se d'usar remeis molt actius, i confiava en l'eficàcia de la dieta, l'exercici, els banys, la neteja i altres circumstàncies que encara són necessàries per a la salut, però no va prohibir mai el vi sinó que en va encoratjar el consum, cosa que li va portar popularitat. Va dividir les malalties en agudes i cròniques. Filosòficament es deia seguidor d'Epicur, i aplicava la seva doctrina sobre els àtoms, amb la qual va bastir una nova teoria al suposar que tota acció mòrbida es reduïa a un taponament dels porus i a la mala distribució dels àtoms.